# Madison (Pennsilvània)
Madison és una població dels Estats Units a l'estat de Pennsilvània. Segons el cens del 2000 tenia 510 habitants.

## Demografia
Segons el cens del 2000, Madison tenia 510 habitants, 219 habitatges, i 158 famílies. La densitat de població era de 371,5 habitants/km².
Dels 219 habitatges en un 22,8% hi vivien nens de menys de 18 anys, en un 62,6% hi vivien parelles casades, en un 6,4% dones solteres, i en un 27,4% no eren unitats familiars. En el 23,3% dels habitatges hi vivien persones soles el 12,8% de les quals corresponia a persones de 65 anys o més que vivien soles. El nombre mitjà de persones vivint en cada habitatge era de 2,33 i el nombre mitjà de persones que vivien en cada família era de 2,74.
Per edats la població es repartia de la següent manera: un 17,1% tenia menys de 18 anys, un 8,8% entre 18 i 24, un 23,1% entre 25 i 44, un 32,4% de 45 a 60 i un 18,6% 65 anys o més.
L'edat mediana era de 46 anys. Per cada 100 dones de 18 o més anys hi havia 91,4 homes.
La renda mediana per habitatge era de 41.875 $ i la renda mediana per família de 46.250 $. Els homes tenien una renda mediana de 27.321 $ mentre que les dones 23.958 $. La renda per capita de la població era de 20.773 $. Entorn del 5% de les famílies i el 5,9% de la població estaven per davall del llindar de pobresa.

## Poblacions més properes
El següent diagrama mostra les poblacions més properes.